# Campeonato Sul-Americano de Rugby de 1991
O Campeonato Sul-Americano de Rugby de 1991 foi a XVII edição deste torneio.

O torneio foi realizado em vários locais diferentes, Assunção, Buenos Aires, Montevideu, Santiago e São Paulo.
Participaram as equipas de Argentina, Brasil, Chile, Paraguai e Uruguai.
A Seleção Argentina  ganhou o título.

## Jogos
| 15 de Agosto de 1991 |        |           |          |
| Chile                | 6 – 41 | Argentina | Santiago |
|                      |        |           | Santiago |

| 19 de Agosto de 1991 |         |          |          |
| Chile                | 25 – 18 | Paraguai | Santiago |
|                      |         |          | Santiago |

| 21 de Agosto de 1991 |         |        |          |
| Chile                | 23 – 16 | Brasil | Santiago |
|                      |         |        | Santiago |

| 7 de Setembro de 1991 |        |          |           |
| Brasil                | 6 - 33 | Paraguai | São Paulo |
|                       |        |          | São Paulo |

| 8 de Setembro de 1991 |         |         |          |
| Chile                 | 18 – 34 | Uruguai | Santiago |
|                       |         |         | Santiago |

| 21 de Setembro de 1991 |        |         |              |
| Argentina              | 32 – 9 | Uruguai | Buenos Aires |
|                        |        |         | Buenos Aires |

| 28 de Setembro de 1991 |         |           |          |
| Paraguai               | 10 – 37 | Argentina | Assunção |
|                        |         |           | Assunção |

| 28 de Setembro de 1991 |        |        |            |
| Uruguai                | 37 – 7 | Brasil | Montevideu |
|                        |        |        | Montevideu |

| 1 de Outubro de 1991 |        |        |              |
| Argentina            | 84 – 6 | Brasil | Buenos Aires |
|                      |        |        | Buenos Aires |

| 1 de Outubro de 1991 |         |          |            |
| Uruguai              | 29 – 13 | Paraguai | Montevideu |
|                      |         |          | Montevideu |

### Classificação
| Seleção   | Vitórias | Empates | Derrotas | Pontos a favor | Pontos contra | Pontos +/- | Pontos |
| --------- | -------- | ------- | -------- | -------------- | ------------- | ---------- | ------ |
| Argentina | 4        | 0       | 0        | 194            | 31            | +163       | 8      |
| Uruguai   | 3        | 0       | 1        | 109            | 70            | +39        | 6      |
| Chile     | 2        | 0       | 2        | 72             | 109           | -37        | 4      |
| Paraguai  | 1        | 0       | 3        | 74             | 97            | -23        | 2      |
| Brasil    | 0        | 0       | 4        | 35             | 177           | -142       | 0      |

Pontuação: Vitória = 2, Empate = 1, Derrota = 0 

## Campeão
| Campeonato Sul-Americano de Rugby 1991 |
| -------------------------------------- |
| ARGENTINA Campeã (16º título)          |